# Daniel Johnson (diplomaat)
Daniel A. Johnson (2 september 1942) is een Amerikaans diplomaat. Hij was van 2000 tot 2003 ambassadeur in Suriname.

## Biografie
Daniel Johnson slaagde voor een bachelorgraad in rechten aan de Emory University, voor een master in bedrijfskunde aan de universiteit van Alaska en voor een master in bestuurskunde aan de George Washington-universiteit. Verder diende hij acht jaar bij de Amerikaanse luchtmacht, die hij verliet met de rang van kapitein.
In 1973 trad hij in dienst van het ministerie van Buitenlandse Zaken. Hij werd uitgezonden naar diplomatieke posten in Haiti, Benin, Zweden, Tunesië, Bolivia, Chili en Ecuador. Van 1997 tot 2000 was hij consul-generaal in Monterrey, Mexico. Tussendoor werkte hij enkele periodes in Washington D.C. Naast het Engels spreekt hij Spaans, Frans en Vietnamees.
Op 14 juli 2000 werd hij beëdigd als ambassadeur voor Suriname. Hij trad aan op 29 september 2000 en bleef aan tot 3 juni 2003.